# Hopârta
Hopârta é uma comuna romena localizada no distrito de Alba, na região histórica da Transilvânia. A comuna possui uma área de 61.48 km² e sua população era de 1254 habitantes segundo o censo de 2007.